# Levitate
Levitate — двадцатый студийный альбом британской рок-группы The Fall, записанный летом 1997 года и выпущенный 29 сентября 1997 года лейблом Artful Records.

## Об альбоме
Материал, вошедший в альбом, записывался летом 1997 года в лондонских студиях West Heath и Beethoven Street, а также в манчестерской PWL Studios. Первое издание пластинки вышло с бонус-диском, куда были включены пять 5 треков разных лет (альтернативный микс, студийные «отбросы»). В феврале 1988 года из альбома вышел сингл «Masquerade» (#69, UK Singles Chart).
Интерпретация песни «I Come and Stand At Every Door» по мотивам стихотворения Назыма Хикмета, исполнявшейся на народную мелодию, — в частности, Питом Сигером и The Byrds.

## Список композиций
1. «Ten Houses of Eve» (Smith/Nagle)
2. «Masquerade» (Smith/Nagle)
3. «Hurricane Edward» (Smith/Nagle)
4. «I’m a Mummy» (Bob McFadden/Rod McKuen, в оригинале — «The Mummy»)
5. «The Quartet of Doc Shanley» (Smith/Hanley)
6. «Jap Kid» (Nagle)
7. «4½ Inch» (Smith/Hanley)
8. «Spencer Must Die» (Smith/Spencer)
9. «Jungle Rock» (Hank Mizell)
10. «Ol' Gang» (Smith/Wolstencroft/Hanley)
11. «Tragic Days» (Smith/Bramah)
12. «I Come and Stand At Your Door» (Anon/Nagle)
13. «Levitate» (Smith/Nagle)
14. «Everybody But Myself» (Smith/Wolstencroft)

### Бонус-треки
1. «Powderkex» (Smith/Burns) — ремикс «Powder Keg», The Light User Syndrome
2. «Christmastide» (Smith/Wolstencroft/Scanlon) — ремикс «Xmas With Simon»
3. «Recipe For Fascism» (Smith)
4. «Pilsner Trail» (Smith/Hanley) — концертная версия
5. «Everybody But Myself» (Live) (Smith/Wolstencroft)

## Участники записи
- Mark E. Smith — вокал, клавишные
- Steve Hanley — бас-гитара
- Simon Wolstencroft — ударные
- Julia Nagle — клавишные, гитара, программинг, вокал («The Quartet of Doc Shanley»)
- Karl Burns — ударные

Приглашённые музыканты
- Andy Hackett — гитара
- Tommy Crooks — гитара, вокал